# Annabella Wistar
Annabella Wistar, née le 26 août 1872 à Philadelphie et morte en novembre 1967, est une joueuse de tennis américaine de la fin du XIXe siècle. 
Elle a notamment atteint deux fois la finale du double dames à l'US Women's National Championship,  en 1894 et 1896, chaque fois aux côtés d'Amy Williams. 

## Palmarès (partiel)

### Finales en double dames
| No | Date       | Nom et lieu du tournoi                 | Catégorie | Surface      | Vainqueures                       | Partenaire   | Score         |          |
| -- | ---------- | -------------------------------------- | --------- | ------------ | --------------------------------- | ------------ | ------------- | -------- |
| 1  | 12/06/1894 | US National Championships Philadelphie | G. Chelem | Gazon (ext.) | Juliette Atkinson Helen Hellwig   | Amy Williams | 6-4, 8-6, 6-2 | Parcours |
| 2  | 17/06/1896 | US National Championships Philadelphie | G. Chelem | Gazon (ext.) | Juliette Atkinson Elisabeth Moore | Amy Williams | 6-4, 7-5      | Parcours |

## Parcours en Grand Chelem (partiel)
Si l’expression « Grand Chelem » désigne classiquement les quatre tournois les plus importants de l’histoire du tennis, elle n'est utilisée pour la première fois qu'en 1933, et n'acquiert la plénitude de son sens que peu à peu à partir des années 1950.

### En simple dames
| Année | - | - | - | - | Wimbledon | Wimbledon | US National        | US National     |
| ----- | - | - | - | - | --------- | --------- | ------------------ | --------------- |
| 1891  | - | - | - | - | -         | -         | 1/4 de finale      | Mabel Cahill    |
| 1892  | - | - | - | - | -         | -         | 1/2 finale         | Elisabeth Moore |
| 1893  | - | - | - | - | -         | -         | 1/4 de finale      | Augusta Schultz |
| 1894  | - | - | - | - | -         | -         | 1er tour (1/8)     | Ethel Bankston  |
| 1896  | - | - | - | - | -         | -         | All comer's finale | Elisabeth Moore |

À droite du résultat, l’ultime adversaire.

### En double dames
| Année | - | - | - | - | Wimbledon | Wimbledon | US National                | US National               |
| ----- | - | - | - | - | --------- | --------- | -------------------------- | ------------------------- |
| 1893  | - | - | - | - | -         | -         | 1/4 de finale Amy Williams | A. Schultz Miss Stone     |
| 1894  | - | - | - | - | -         | -         | Finale Amy Williams        | J. Atkinson Helen Hellwig |
| 1896  | - | - | - | - | -         | -         | Finale Amy Williams        | J. Atkinson E. Moore      |

Sous le résultat, la partenaire ; à droite, l’ultime équipe adverse.

### En double mixte
| Année | - | - | - | - | Wimbledon | Wimbledon | US National            | US National          |
| 1893  | - | - | - | - | -         | -         | 1/4 de finale Mr Brown | Aline Terry Mr Colby |

Sous le résultat, le partenaire ; à droite, l’ultime équipe adverse.